# Gerd Weber
Gerd Weber (Dresda, 31 maggio 1956) è un ex calciatore tedesco orientale, dal 1990 tedesco, di ruolo centrocampista.
Con la Nazionale tedesca orientale ha partecipato ai Giochi olimpici di Montréal nel 1976, dove venne premiato con la medaglia d'oro.

## Biografia
Il 22 gennaio 1981 venne arrestato dalla Stasi all'Aeroporto di Dresda assieme ai compagni di squadra Peter Kotte e Matthias Müller poco prima che partissero per l'Argentina per giocare un incontro internazionale. La Stasi scoprì che Weber aveva preso dei contatti con i dirigenti del Colonia, i quali lo avrebbero aiutato a fuggire ad ovest, cosa che nella Germania Est era reato. Venne quindi processato e condannato a sette anni e sette mesi di reclusione ed a tutti e tre venne proibito di poter tornare a giocare in DDR-Oberliga. Nel 1989 venne scarcerato ed il 12 agosto dello stesso anno fuggì per la Germania Ovest. L'arresto e la successiva detenzione portarono ad un'immediata interruzione di carriera, che terminò a soli 25 anni.

## Palmarès

### Club
- DDR-Oberliga: 3

1975-1976, 1976-1977, 1977-1978
- FDGB Pokal: 1

1976-1977

### Nazionale
- Oro olimpico: 1

Montréal 1976